# Digital Office System
Unter digital office system (DOS) versteht man Software, die eine Komplettlösung bietet, um ein Unternehmen gemäß der E-Business-Definition zu betreiben. Digital Office Systeme bieten den Anwendern des Unternehmens die Möglichkeit, in einem System auf mehrere Softwaresparten zuzugreifen.

## Bestandteile eines Digital Office Systems
Ein DOS vereint in sich mehrere dieser Anwendungen: Dokumentenmanagementsysteme (DMS), Groupwaresysteme, Enterprise-Resource-Planning (ERP), Produktionsplanungs- und Steuerungssysteme (PPS)
Workflow-Management-Systeme (WfMS) und Enterprise-Content-Management-System (ECMS).

## Beispiele für Softwarelösungen
Es gibt eine ganze Reihe von Systemen, die zur Gruppe des DOS gezählt werden können, z. B. R/3 bzw. SAP ERP von SAP (Marktführer), E-Business Suite von Oracle, eGECKO von CSS GmbH (On-Demand), Office Line Evolution von Sage, Microsoft Dynamics AX von Microsoft, PeopleSoft von Oracle (wurde 2004 von Oracle gekauft), WOMA von Womasoft (On-Demand), oxaion von oxaion gmbh (On-Demand), pds Software von pds gmbh (On-Demand), pds Finanz- und Personalwesen von pds gmbh (On-Demand), Workday von Workday (On-Demand), actindo von actindo GmbH, Abas Business Software von Abas Software, b2 von Bäurer, Comarch Semiramis von Comarch, cludes von cludes GmbH und perview von vision & values GmbH.